# أنور شاهو
أنور شاهو (بالألبانية: Enver Shehu‏) هو لاعب كرة قدم ألباني في مركز الهجوم، ولد في 24 يناير 1934 في تيرانا في ألبانيا، وتوفي بنفس المكان في 22 أكتوبر 2009. شارك مع منتخب ألبانيا لكرة القدم. أما مع النوادي، فقد لعب مع نادي تيرانا.

## وصلات خارجية
- أنور شاهو على موقع قاعدة بيانات كرة القدم.إي يو (الإنجليزية)